# (141995) Rossbeyer
(141995) Rossbeyer est un astéroïde de la ceinture principale.

## Description
(141995) Rossbeyer est un astéroïde de la ceinture principale. Il fut découvert le 12 août 2002 à Cerro Tololo par Marc William Buie. Il présente une orbite caractérisée par un demi-grand axe de 2,34 UA, une excentricité de 0,18 et une inclinaison de 6,3° par rapport à l'écliptique.